# تشن ملك غوجوسون
الملك تشن هو خامس ملوك غجا جوسون. حكم خلال الفترة الممتدة من 1000 ق. م حتى 972 ق. م. اسمه الحقيقي هو تشن (بالهانغل: 춘، بالهانجا: 椿). وخلفه على سدة الحكم يي ملك غوجوسون (Gong Wang).